# ウェンディーズ

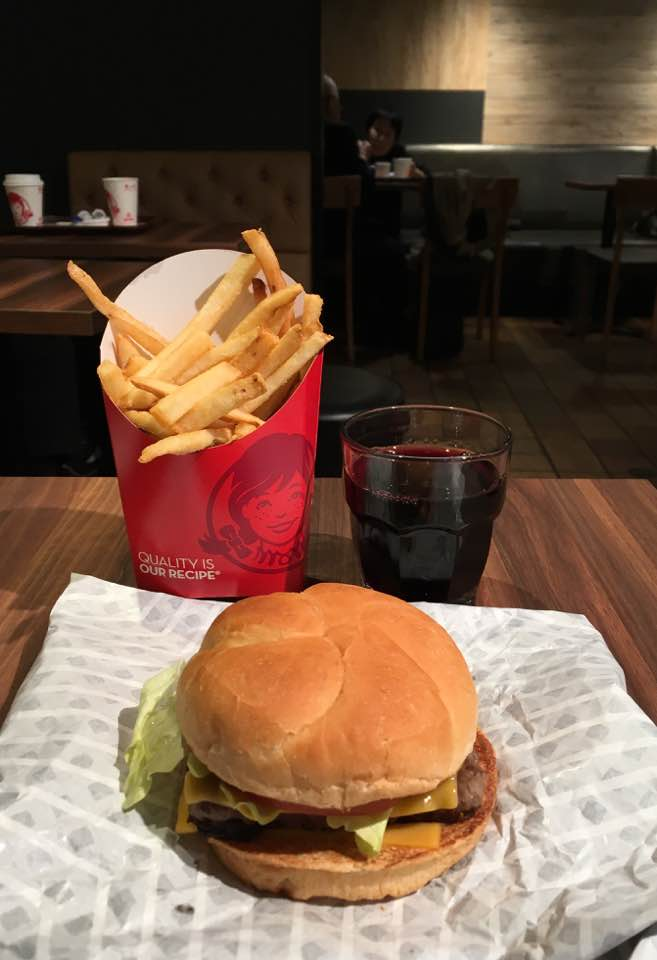
ウェンディーズ・バーガー、ポテトと赤ワイン

ウェンディーズ（英: Wendy's）は、アメリカ合衆国で創業した、ハンバーガーを中心とするファーストフード、ファストカジュアルチェーンである。創業者はデイブ・トーマス。2015年現在の米国での運営法人は「The Wendy's Company」（ウェンディーズ・カンパニー）。世界26か国に店舗を展開している。

## 概要
創業者のデイヴ・トーマスはケンタッキーフライドチキンの地域ディレクターを務め、カーネル・サンダースから直接飲食チェーン店のノウハウを学び、その後に独立した。本社はアメリカ合衆国オハイオ州ダブリン市デイヴ・トーマス通り1番地（英語表記: One Dave Thomas Boulevard, Dublin, Ohio, United States）に所在する。
ウェンディーズ・レストランの1号店は1969年11月15日にオハイオ州コロンバス市に開店し、1985年までに3,000店以上を擁するチェーンに拡大するなど速い成長をみせた。しかし、1980年代中頃には業績が悪化、引退していた創業者のデイヴ・トーマスは1989年に、ウェンディーズ向けのコマーシャルを始めるなど、2002年に亡くなるまでレストランの再建に力を尽くした。2010年現在は全26ヶ国で6650店舗を展開している。
「ウェンディーズ」という屋号は、当時 「ウェンディ（Wendy）」 のニックネームで呼ばれたデイヴの娘メリンダ・ルーにちなんでいる。当初は「ウィンダ（Winda）」だったそうだが、本人にとって発音が難しかった為ウェンディに変えたと言う。
ウェンディーズのロゴは赤毛の少女で襟は「MOM」となっており「母の味を思い出すときに、ウェンディーズを思い出してほしい」との意味が込められている。
「QUALITY IS OUR RECIPE（品質は私たちのレシピ）」をスローガンに掲げていたが現在は異なるスローガンを使用している。またこのスローガンは商標登録されており、マークにも使用されている。国際的に掲げているテーマは「Real」「Fresh」。
1995年、カナダ最大のファストフード及びコーヒー・ドーナツのチェーン店、ティムホートンズと合併し、「Wendy's International, Inc.」となった。それ以来、ウェンディーズ・レストランに加え、ティムホートンズの店舗をアメリカ合衆国で展開。2006年のティムホートンズ独立後、2008年には「Arby's Restaurant Group」を保有する「Triarc Companies, Inc.」に買収される。同社は社名を「Wendy's/Arby's Group, Inc.」と変更して事業を展開していたが、2011年からはアービーズ事業の大半を売却し、社名を「The Wendy's Company, Inc.」としている。
パティが四角いのが特徴的だが、これはデイヴの口癖である"We don’t cut corners on quality"(訳:私たちは、品質に手を抜かない)に由来する。

## 沿革

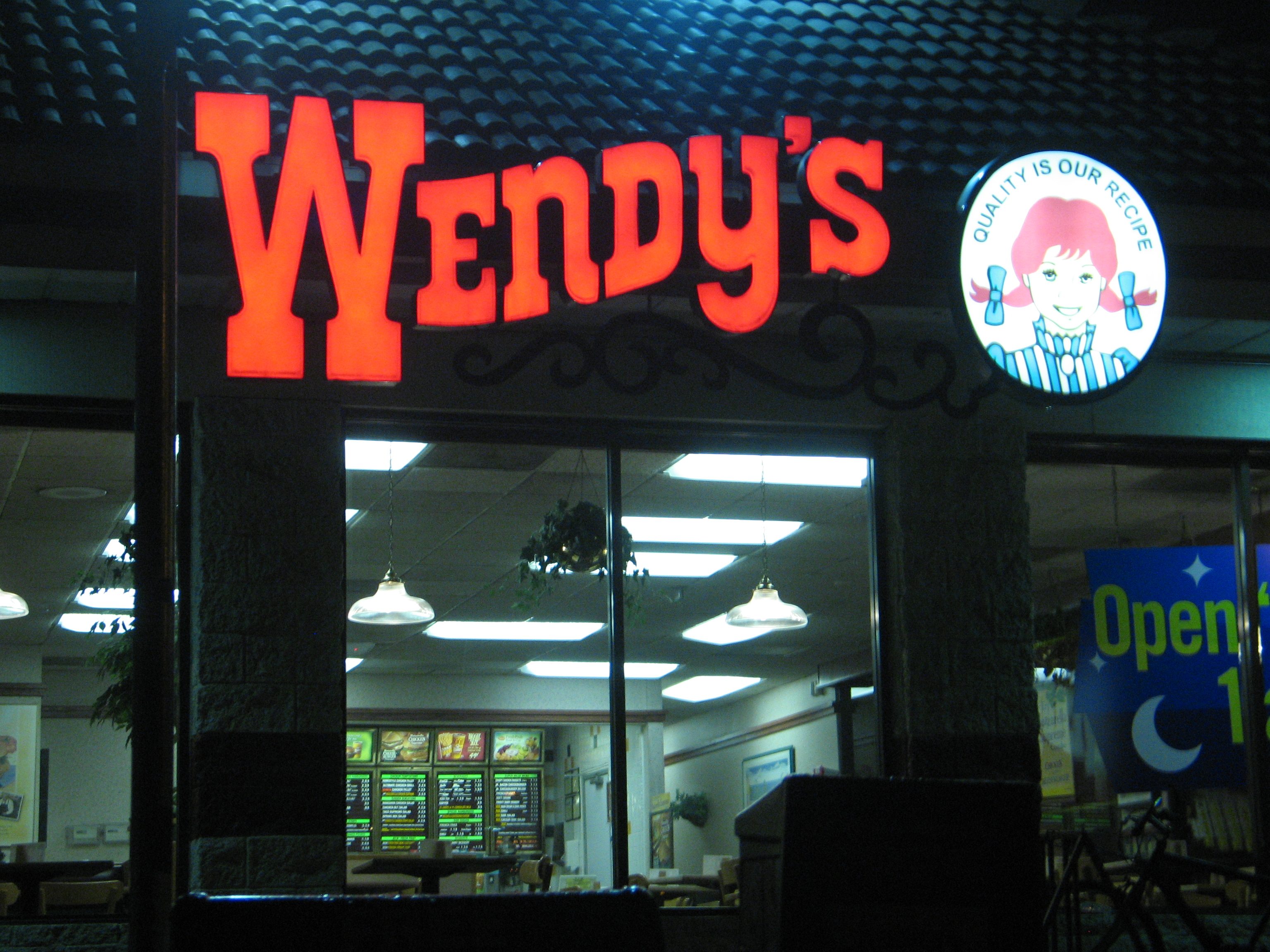
アメリカ、カリフォルニア州サンノゼのウェンディーズ

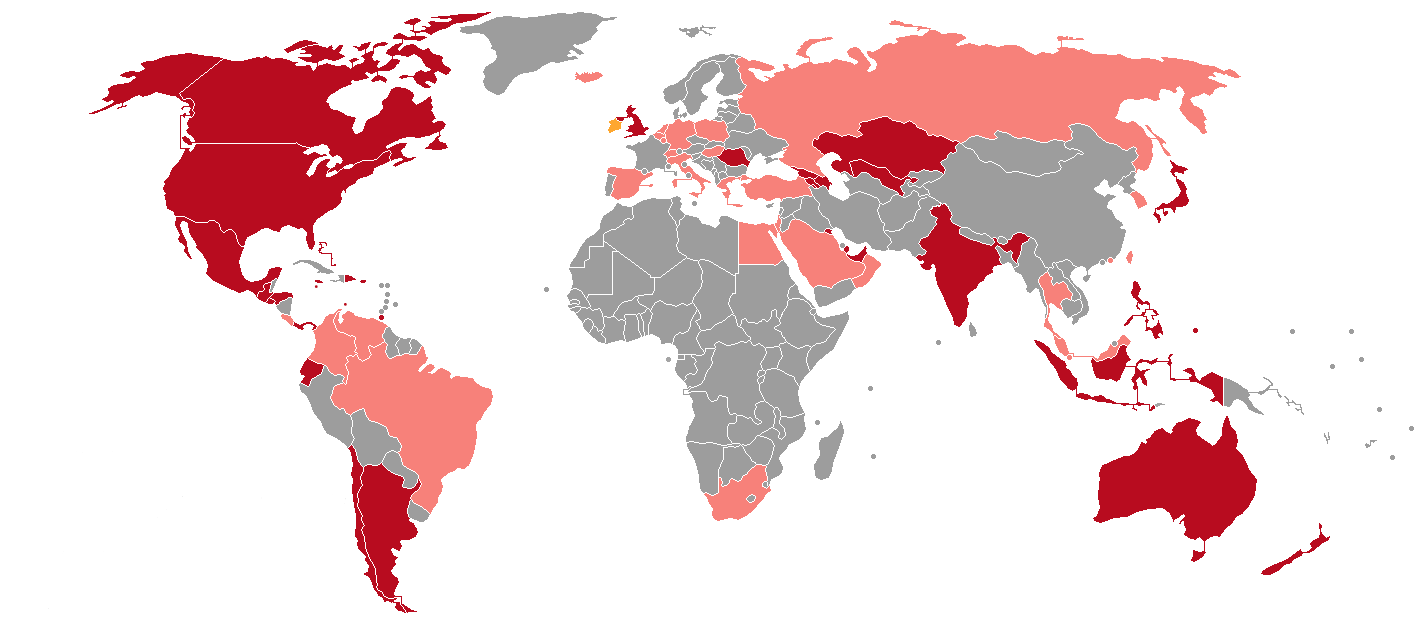
ウェンディーズが展開している国・地域の図
現在出店している国・地域
過去に出店していた国・地域

- 1969年11月15日 - オハイオ州コロンバス市に1号店を開店。
- 1970年11月 - ドライブスルーを導入。
- 1972年8月 - 初のフランチャイズ契約を結ぶ。
- 1976年11月 - （株）ウェンディーズを設立。
- 1976年12月 - 500店舗の出店を達成。
- 1978年3月 - 1,000店舗の出店を達成。
- 1979年3月 - 1,500店舗の出店を達成。
- 1979年11月 - 一部店舗でファーストフード店ではサラダバーを導入。
- 1980年11月 - 2,000店舗の出店を達成。
- 1981年5月 - NYSE（ニューヨーク証券取引所）に上場。
- 1982年 - 創業者のデイヴ・トーマスが全ての職を辞任。
- 1983年5月 - 2,500店舗の出店を達成。
- 1983年10月 - 後に定番メニューとなるベイクドポテトが誕生。
- 1985年2月 - 3,000店舗の出店を達成。
- 1988年 - 本格的に国際出店を開始。
- 1989年4月 - テレビコマーシャルを開始。
- 1992年12月 - 4,000店舗の出店を達成。
- 1995年12月 - カナダを中心にドーナツを展開する（株）ティムホートンズと合併。
- 1996年6月 - 99セントという安さのクリスピーチキンナゲットが誕生。
- 1997年3月 - 5,000店舗の出店を達成。
- 2001年10月 - 6,000店舗の出店を達成。
- 2002年1月8日 - 創業者のデイヴ・トーマス死去。
- 2006年10月 - ティムホートンズが株式を上場し独立、ウェンディーズとの関係を解消。
- 2008年9月15日 - （株）トライアークにより買収され、（株）アービーズフランチャイジーと合併。（株）ウェンディーズ/アービーズグループに名称変更。
- 2011年1月 - （株）ウェンディーズ/アービーズグループがアービーズ事業の再検討を発表[4]。
- 2011年7月 - （株）ウェンディーズ/アービーズグループが（株）アービーズ・レストラン・グループを売却し、（株）ザ・ウェンディーズ・カンパニーに名称変更[5]。
- 2011年12月 - 株式の上場先をニューヨーク証券取引所からNASDAQへ移行。
- 2013年2月 - 新ブランドロゴへの切り替えを行う。デザインの大幅な変更は30年以内で初めてのことであった。

## 日本法人
日本では1980年（昭和55年）から事業展開されたが、2009年（平成21年）末をもっていったん撤退した。その後2011年（平成23年）12月、別の事業者により日本での展開が再び行われている。

### ダイエーグループ時代

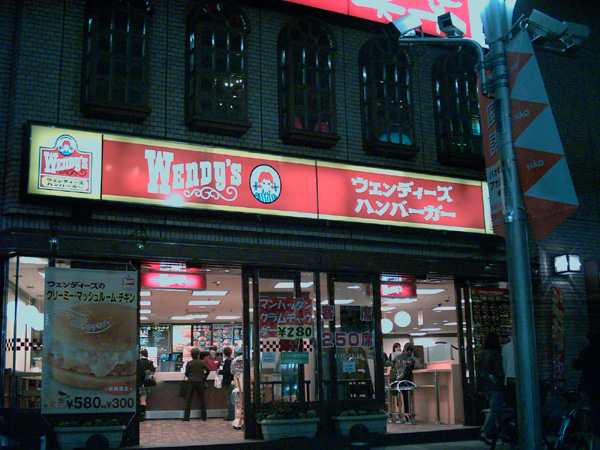
全国共通の黄色と赤色を基調とした恵比寿店

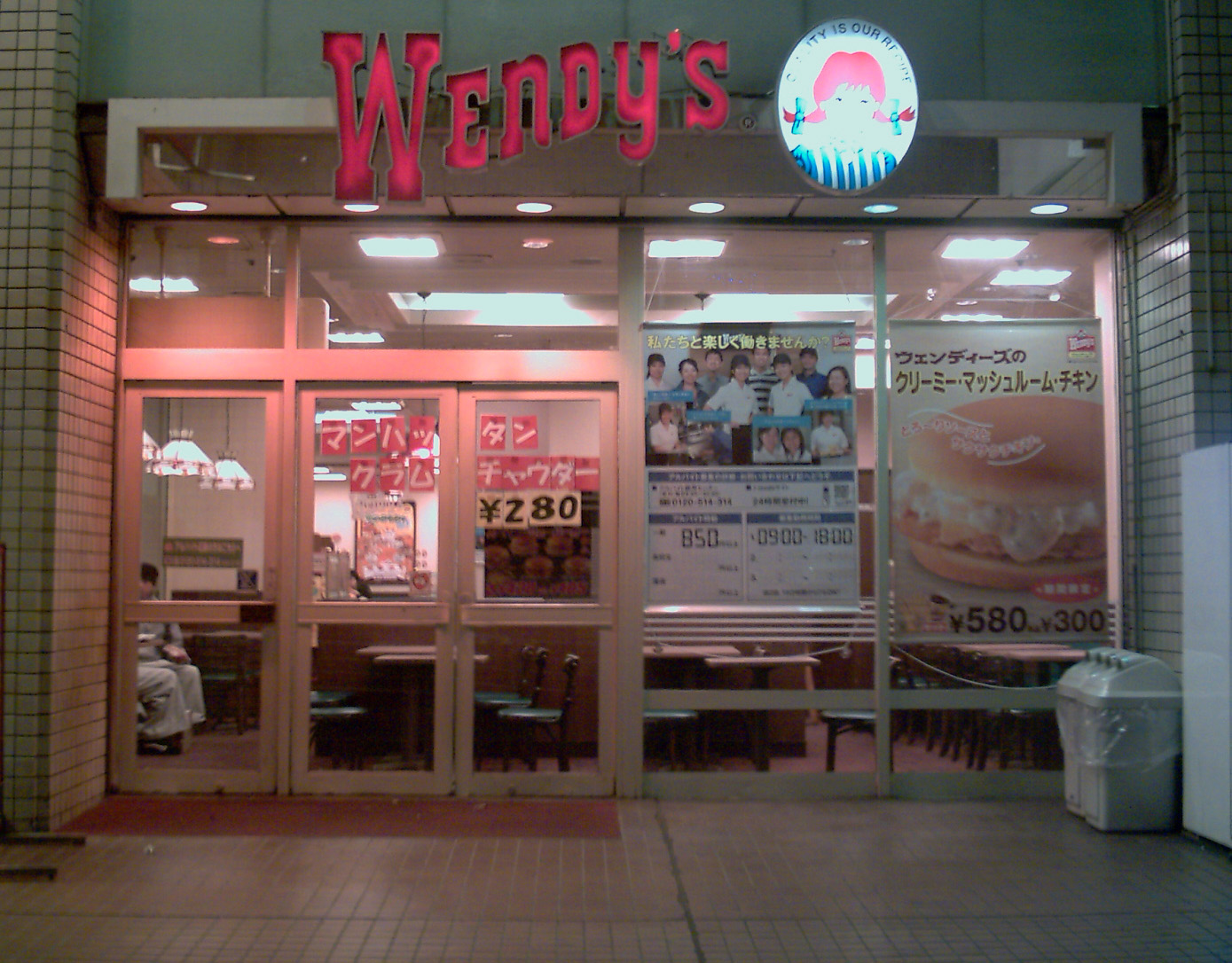
初期の店舗イメージを残す所沢店

日本での歴史は1970年代後半、ダイエー創業者の中内㓛が、米国を視察した際にWendy'sの存在を知り感激し、早速日本での展開を指示したところから始まる。この時点で、ダイエーグループには、ハンバーガーショップチェーンドムドムを運営する「株式会社ドムドム」があったためにWendy'sの受け皿としてこの会社が選ばれた。株式会社ドムドムは、米Wendy'sとフランチャイジー契約を結ぶにあたり「株式会社ウェンコ・ジャパン」と社名変更、社内にドムドム事業部とウェンディーズ事業部を設けた。
このフランチャイジー契約には、売上高や店舗数などの年次目標値が設定されていたため、後に利益の足を引っ張ることになる。当時、米Wendy's社は、一国に一つのフランチャイジーしか認めておらず、このフランチャイジーは Wenco XX （XXは国名）を名乗る旨の条件があったと推察される。ちなみに、Wenco Japan とは、Wendy's corporation Japanの略とされる。
ウェンコ・ジャパンは、1980年（昭和55年）5月2日、東京都中央区銀座7丁目の中央通り沿いに第1号店となる「銀座店」を出店。2号店は東京・表参道に同年中に開店した「原宿店」（渋谷区神宮前4丁目）であった。翌年東京・青山の青山通り沿いに４号店となる「青山店」（港区北青山3丁目）が開店。これら、全国的に知名度の高い場所に開店した初期の3店舗は、以後の販売促進活動において「銀座・原宿・青山でお馴染みのウェンディーズ」などとして代表的な店舗として扱われ、その後の事業展開は東京都心を中心とする極端なドミナント出店であり、またテレビコマーシャルを一切行わない方針がとられていた。
ドミナント戦略の結果、展開5年後の1985年（昭和60年）時点で、東京23区外の店舗は、神奈川県横浜市の伊勢佐木町店、元町店、藤沢市の江ノ島店（初代）、千葉県船橋市の船橋店、埼玉県所沢市の所沢店のみであった。このうち元町店と江ノ島店はほどなく閉店した。
バブル期の1980年代後半には、店舗の入居時の賃料や保証金が重くのしかかり、売上はそこそこあっても利益が出ない体質の店舗が目立ち始め、前述の2店舗の他、阿佐ヶ谷店、虎ノ門店、下北沢店、武蔵野店などが閉店した。
この頃、3年間の期間限定で山口県岩国市に岩国店があった。これは岩国飛行場に駐留するアメリカ海兵隊がファストフード店を誘致するにあたり、隊員の投票によりWendy'sが選ばれ出店を要請されたという経緯があり、ドミナントから遠く離れたエリアであったが、これに応えて出店したものである。
1990年（平成2年）、神奈川県横浜市に数年振りの新規出店となる横浜ビジネスパーク店を開業、以降神奈川県東部（横浜市、川崎市、横須賀市）にもゆるやかなドミナントを形成した出店を進めることとなり、特に横須賀店は米軍横須賀基地のすぐ近くのショッパーズプラザ横須賀の表に出店し、アメリカ人客が多く利用し入れ替わりの激しいテナントの中でも開店以来、好売り上げをあげる店となった。
同年、関西第1号店となる兵庫駅前店を兵庫県神戸市に出店。以降、第3のドミナントとして神戸市内での出店を加速させる。ちなみにこの兵庫駅前店はドムドムからの転換店舗の国内第1号でもあった。ウェンディーズの出店を加速させるためにドムドムからの転換は多数計画されていたが、ウェンディーズとドムドムとでは収益率に違いが大きく、実際に転換されたのは横浜の青葉台店など数店舗に留まった。ダイエー京橋店や所沢店など、ドムドムとウェンディーズの双方が同一ショッピングセンター内に入居するような場所もできてしまい、これらはウェンディーズの売却後は競合店舗となってしまうこととなる。
1997年（平成9年）3月、ドムドム事業部の一切を同じダイエーグループの株式会社ダイエーファーストフーズサービスに譲渡（同社はこれを機に株式会社オレンジフードコートに社名変更）。これにより株式会社ウェンコ・ジャパンはウェンディーズの単独運営会社となったが、ドムドムから見れば正に「軒を貸して母屋を取られる」こととなった（もっとも、オレンジフードコートの社長にはウェンコ・ジャパンの社長であった谷口俊彦が就任し、役員もドムドム事業部出身者が大半を占めたため、実質的にはドムドムがダイエーファーストフーズサービスを吸収したようなものであった）。
1990年代末期、全国で100店舗体制を達成。米Wendy's社との契約事項に100店舗出店があったためバブル期以後は撤退店舗はなかったが、これ以降スクラップ&ビルドを繰り返し店舗数はこれを下回っていた。このうち、ドミナントから大きく離れた香川県は2002年（平成14年）、岡山県は2005年（平成17年）に店舗が消滅（両県ともダイエー店舗内の1店舗しかなかった。香川県はダイエー屋島店内にあったが、ダイエーがウェンコ・ジャパンを売却する以前に撤退、その後にマクドナルドが入ったが、ダイエーの閉店により同店も閉鎖）している。なお、2008年（平成20年）11月26日に開店したプレ葉ウォーク浜北店（静岡県浜松市）が最後の出店となった。

### ゼンショー時代

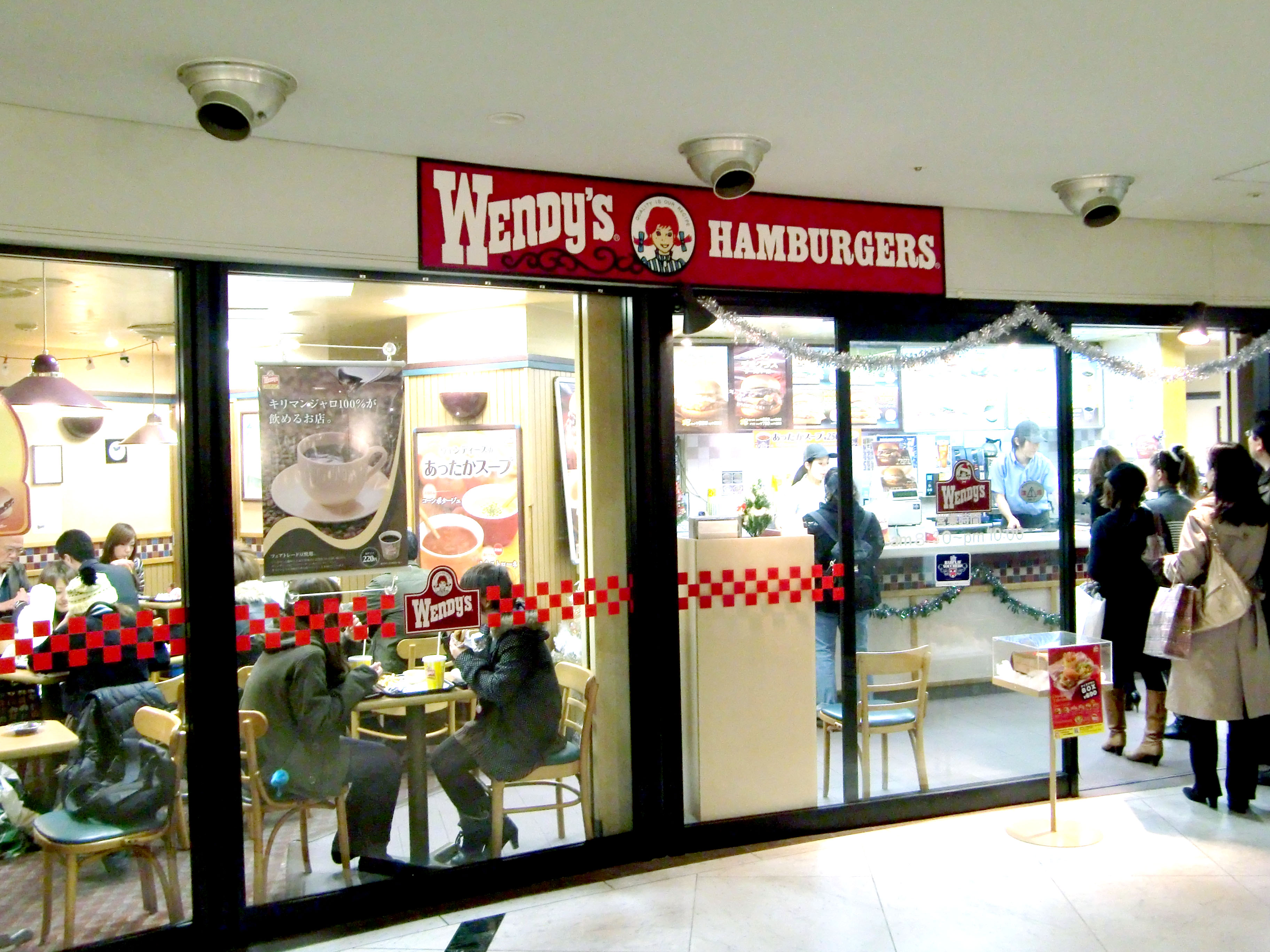
全店閉店を迎えるにあたり行列ができる梅田店（2009年12月）

ウェンコ・ジャパンは2002年（平成14年）12月、ダイエーの経営危機に伴う子会社の整理により、同じダイエーグループだったビッグボーイともどもゼンショーに売却された。
ウェブサイトのURIは、ダイエー傘下の株式会社ウェンコ・ジャパン時代は、「www.wenco-japan.co.jp」であった。身売り後は、社名が「株式会社日本ウェンディーズ」になったことに伴い「www.nihon-wendies.co.jp」に変更された。現在どちらのURIもインターネット上には存在しない。
親会社のゼンショーは2009年（平成21年）12月10日、米国ウェンディーズ・アービーズグループとのフランチャイジー（FC）契約が同年12月末で期間満了となるのを機に、契約を継続せず年内で全事業を終了し全71店を閉店すると発表した。なお、ウェンディーズ自体の営業成績は黒字だった。他社への売却も検討されたとされるが、この時には間に合わなかった。

### ヒガ・インダストリーズ（第2次日本進出）時代

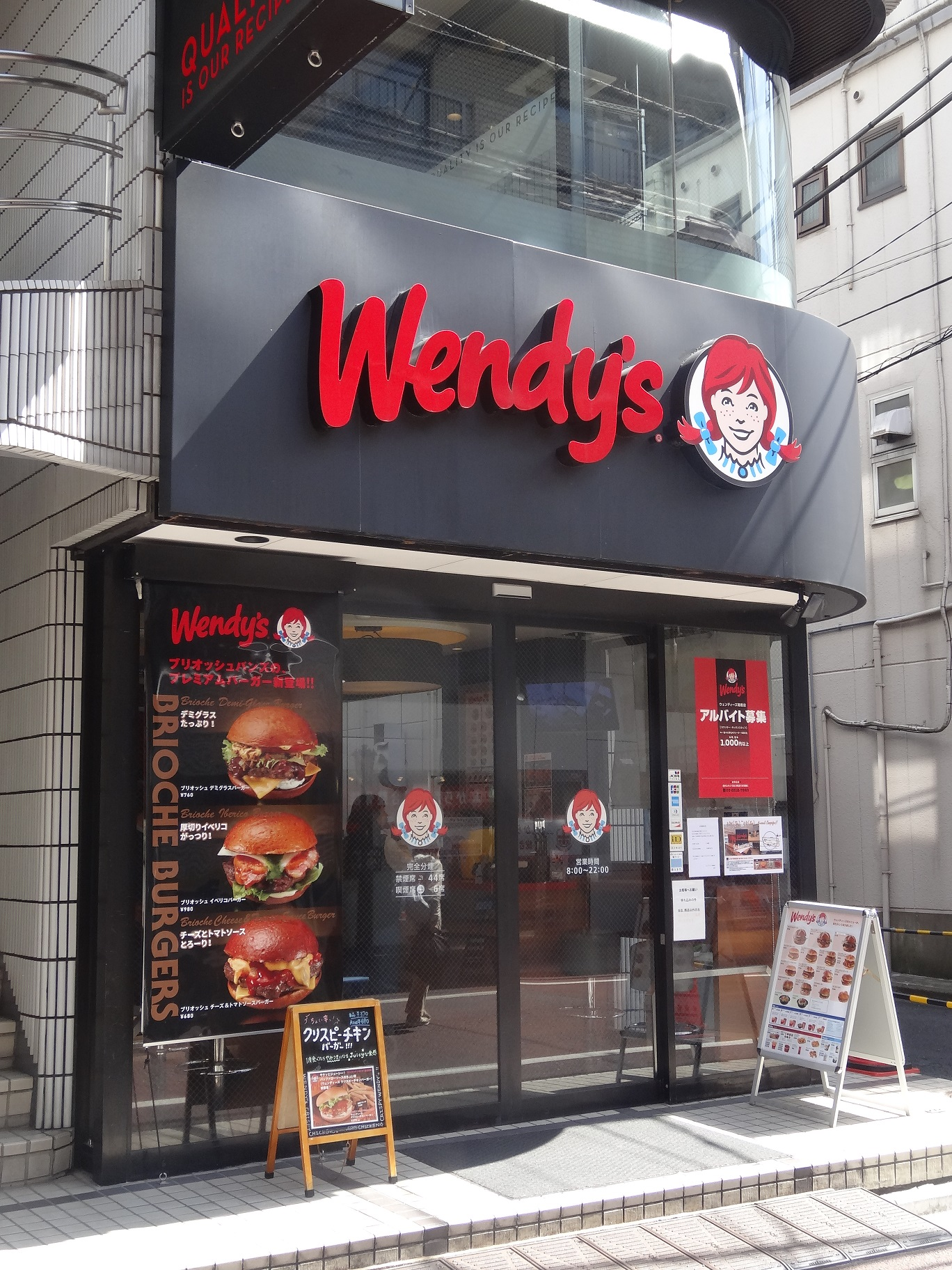
曙橋店（2016年）

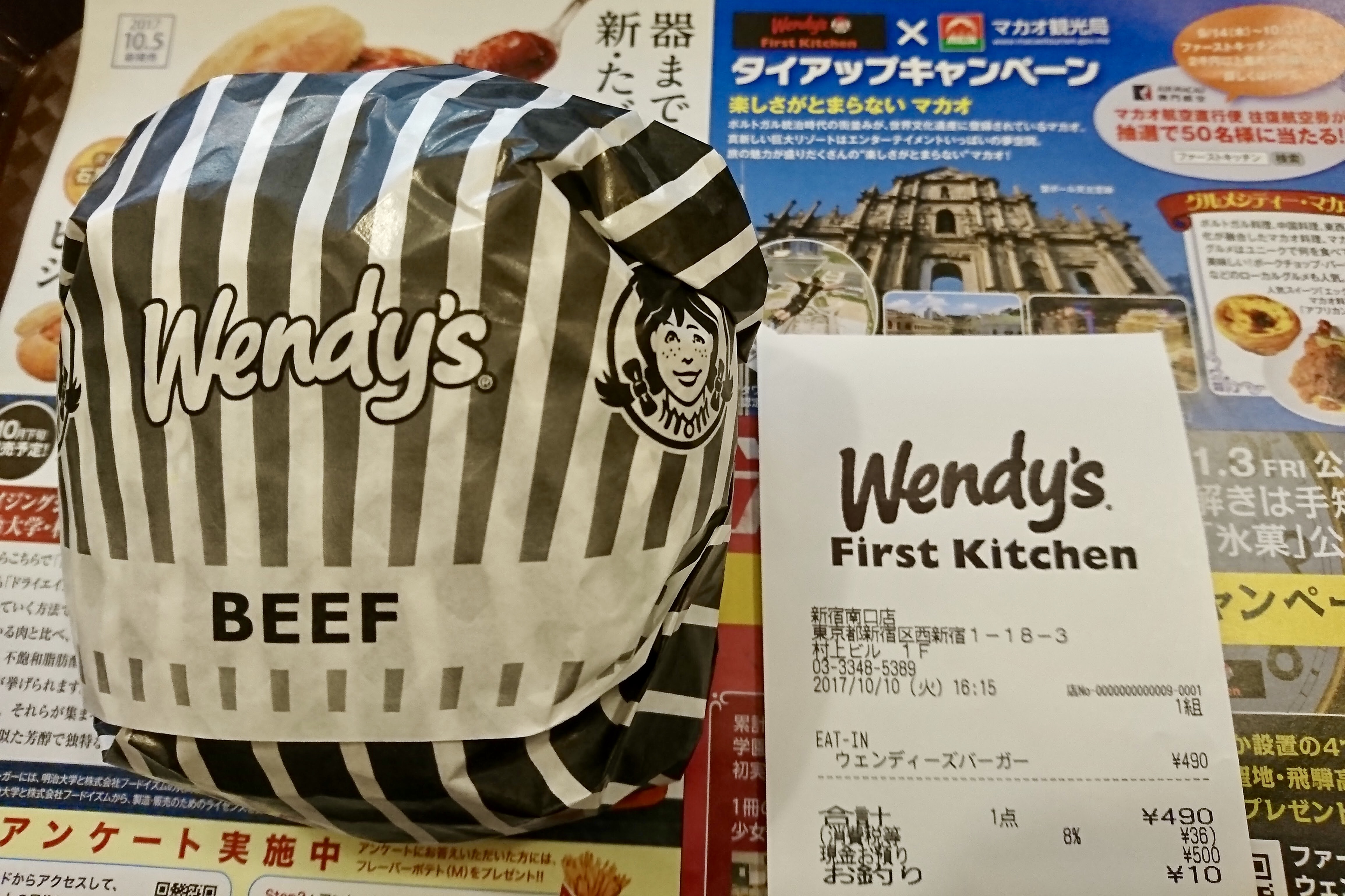
ファーストキッチンとのダブルブランド店舗である新宿南口店のレシート（2017年）

2010年（平成22年）6月23日、「ウェンディーズ」を展開している事業会社（アジア・太平洋地域を担当する子会社）は、日本全国で店舗展開できるパートナーを募集すると発表。世界第2位の外食市場、日本には潜在力が内在しているとして再参入を決めたということで、可能なかぎり早い時期のオープンを目指していた。
翌2011年（平成23年）3月3日、米国「ドミノ・ピザ」を日本市場に定着させた株式会社ヒガ・インダストリーズ（ドミノ・ピザを展開した法人とは別の同名法人）が、米国ウェンディーズ・アービーズグループとの資本業務提携を発表。ダイエー・ゼンショー時代とは異なり、今回は、フランチャイズ契約を結ばず、2011年（平成23年）4月に合弁会社の「ウェンディーズ・ジャパン合同会社」を設立し、合弁会社が日本法人として活動しウェンディーズを日本で事業展開する。その為、ヒガ・インダストリーズの合弁会社への出資が大半を占める。この体制はアメリカのウェンディーズ社にとって世界で初めての試みとなった。合弁会社の社長は、ヒガ･インダストリーズの代表取締役会長である比嘉が兼務している。国際で掲げているテーマ「Real」「Fresh」の他に「Premium」というウェンディーズ・ジャパン独自のテーマを加えた。
ウェンディーズ・ジャパン合同会社は2011年（平成23年）12月27日、東京・表参道（渋谷区神宮前5丁目）に再進出1号店となる「表参道店」を開店した。以降、合弁会社が直営店を多数出店する予定である。また、合同会社をFC本部としたフランチャイズ事業にも着手する計画もある。
ダイエー・ゼンショー時代のウェンディーズのイメージを全体的に変更、高級路線を打ち出し客単価の向上を目指している。かつて使用されていた黄色と赤色が基調の全国共通の店舗を今回は使用せず、日本独自の店舗を開発。高品質のレストランと安くて早いファーストフードの間の位置づけの「ファストカジュアル」型の店舗を作り出し、上質なハンバーガーを心地よく、落ち着いた環境で食べることが出来る店内作りを掲げている。
バンズは、前回進出時よりサクサクとしている。プロジェクト・ゴールド・ハンバーガーやチリポテト・ベイクドポテト・サラダなどの従来のメニューも提供する、更にフォアグラ・ロッシーニを初めとした「Japan Premium」を名乗る4種類の日本限定のスペシャルハンバーガーも販売する。
2014年（平成26年）11月28日、レコード会社やホテル運営会社を傘下に持つレッド・プラネット・ジャパン社との業務提携を発表した。「マグノリア・ベーカリー」などを傘下にもつレッド社との間で、顧客の取り込み、多店舗展開、新たな商品群の提案などで協力を行っていく。
当初、店舗展開は遅々として進んでいなかったが、2016年に同業のファーストキッチンを買収してからはファーストキッチンの店舗をウェンディーズとのダブルブランド店舗に転換する形で出店を加速、2018年3月現在は30店舗で営業中。かつては東京の曙橋にウェンディーズ単独の店舗を出店していたが、2017年11月時点ではダブルブランドに転換済。

### 日本展開の歴史

#### 第1次日本進出時代（ダイエー→ゼンショー）
- 1970年（昭和45年）2月 - （株）ドムドム設立。
- 1980年（昭和55年）
  - （株）ウェンコ・ジャパンに社名変更。
  - 5月2日 - 東京銀座に1号店「銀座店」オープン
- 2002年（平成14年）12月 - 全株式がダイエーからゼンショーに売却され、後に社名を（株）日本ウェンディーズとする
- 2005年（平成17年）6月30日 - 「江ノ島店」が閉店（開店から約1年。以前はマクドナルドがあった）
- 2008年（平成20年）5月23日 - 税込み105円の商品を税込み99円に値下げし、「99ウェンディーズ」を本格展開
- 2009年（平成21年）
  - 12月10日 - ゼンショーがフランチャイズ契約を終了する旨を発表。
  - 12月12日 - 米ウェンディーズ・アービーズ・インターナショナルが12月31日付での全店閉鎖を発表。なお、米社は日本での新たな展開を今後検討する旨をコメントした[24]。
  - 12月31日 - 午後11時までに全71店舗が閉店し、同時刻に公式ウェブサイトも閉鎖された。
- 2010年（平成22年）
  - 1月1日 - （株）日本ウェンディーズは、（株）GFFに商号変更。
  - 3月31日 - （株）GFFが（株）ゼンショーに吸収合併で消滅。

#### 第2次日本進出時代（ヒガ・インダストリーズ）
- 2011年（平成23年）
  - 3月3日 - ヒガ・インダストリーズが米ウェンディーズ・アービーズ・インターナショナルと資本提携を結び、日本で再びウェンディーズを展開することを発表
  - 4月 - ウェンディーズ・ジャパン合同会社設立
  - 10月4日 - 公式ホームページを開設
  - 10月10日 - クルー（店舗従業員）を募集開始
  - 10月13日 - 公式Twitterを開始[25]
  - 12月27日 - 東京・神宮前に再進出1号店「表参道店」開業[17]
- 2013年（平成25年）
  - 12月30日 - 表参道店を閉店[26]。
- 2014年（平成26年）
  - 11月28日 - 飲食店やホテル業を手掛けるレッドプラネットジャパン社との業務提携を発表。
- 2015年（平成27年）
  - 3月26日 - 六本木店をファーストキッチン六本木店に統合する形で移転し、両ブランドのコラボレーション店舗「ファーストキッチン・ウェンディーズ六本木店」としてリニューアルオープン。店舗運営はファーストキッチンが行う[27]。
- 2016年（平成28年）
  - 6月1日 - 同業のファーストキッチンの全株式を、6月30日付でサントリーホールディングスから取得することを発表。また6月中に投資ファンドのロングリーチグループからの出資を受けることにより、ヒガ・インダストリーズに替わってロングリーチグループが筆頭株主になる[28]。

### 特徴
初進出（ダイエー時代）からゼンショー時代まで
オーストラリア産の牛肉を使い、解体から流通まで一切冷凍しない独自の製法（ノンフローズン特製パティ）で1枚ずつ焼き上げる。1980年代半ばまでは10kg以上もあるミートの塊の状態で納品され、店舗で1枚1枚スライスしていた。その後は、ハンバーガーサイズにスライスされたサイズで納品されていた。
開業当初から、それまで日本にあったハンバーガーチェーンと異なり、作り置きをしないオーダーメイドシステムを導入。同じく作り置きをしないモスバーガーやフレッシュネスバーガーと違って、オーダーを受けた後、会計をしている間に商品が出てくるので作り置きをしていると思われがちだが、すぐにサーヴィングされる秘密は「ミートパティを焼き続ける」ことにある。常に焼きたてのミートを準備しておき、客が注文してからトッピング・ラッピングをすることによりクイックサービスを実現していた。
当然のことながらミートは焼き続けると硬くなりハンバーガーには向かなくなるが、そのような焼き時間の長くなったミートをサイドメニューのチリに使うことにより、ロス（廃棄）することなく有効に活用するメニュー構成となっていた。
開業当初は「アセンブリー（assembly：流れ作業）ライン」と呼ばれるレジスターが1台しかない独特の方式であった。これは、レジスター係が客の注文を受けると同時にスタンドマイクでオーダーを厨房にコールし会計まで済ませ、レシートを隣の従業員に渡す。レシートを渡された従業員はコーディネイターと呼ばれ、レシートを見ながらドリンクの作成と並行し、できあがった商品をトレイに取り揃えて客へ提供する、という仕組みであった。
しかし、客数が多い日本の店舗では支障を来たすことが多く、1980年代半ば以降、現在一般的に見られる複数台のレジスターと、注文を受けた従業員が取り揃えと商品提供まで受け持つカウンタースタイルに改められた。しかしながら、マイクでのコールは多くの店舗で残り、独特の雰囲気を醸し出す一要素となっていた。その後、レジでの注文が瞬時に厨房のモニタに表示されるシステムが一般化され、マイクシステムを持つ店舗は少数派となっていた。
オーダーの仕方に当時では画期的な方法を取っており、肉の焼き加減や中に挟む野菜の増減等のリクエストを受け付け、カスタムメイドのように作ることができた。そのオーダーを厨房に通す際、前述のマイクコールで店内へ内容が響き渡るのである（例：「1バーガー、ミディアムレア、ノーオニオン、エクストラレタス」）。肉の焼き加減については時間がかかるためか、リクエストオーダーはいつの間にか受けなくなった（中身を増やすリクエストについては2011年現在、バーガーキングが「Have it your way」という名称で実施している）。
また、レジ脇のテーブルにナプキン等が置いてあるのが国内では一般的であるが、ケチャップがポンプ式サーバーで提供され、コーヒーミルクを入れるような小さい紙椀に自分で必要な分だけ取ることができるのは、日本国内では斬新であった。似たようなサービススタイルはファーストキッチンの店舗でも「ソースバー」として見られるが、米国で採用が多いポンプ式のケチャップサーバはウェンディーズ以外であまり例が無く、コストコ・イケアのフードコート（ホットドッグ用に設置）で見られる程度であった。
日本では大手ハンバーガーチェーン店としては珍しい、トマトなど野菜をたっぷりサンドしたハンバーガーがあった。使用される食材も、セントラルキッチンなどで加工（カット）されたものではなく、ピクルスを除いたほとんどの野菜が生の原型のまま店舗に納品され、それを店内で加工して提供していた。これはメインとなる食材であるレタス、トマト、オニオン等においても例外ではない。なお、アメリカと同様の大きなサイズのチキンサラダなどがメニュー内に存在していたが、晩年数年前に姿を消していた。一方、パティ追加はメニューから姿は消したものの、いわゆる「裏メニュー」として存在しつづけていた。
飲料は、開業以来日本コカ・コーラの製品を提供していたが、1990年代末期よりサントリーが中心で（一部ペプシやリプトン商品を含む）、アメリカンなハンバーガーと、日本の代表飲料メーカーのドリンクとの特異な組み合わせとなっていた。
親会社がゼンショーになってからは、ゼンショーの方針により、すき家などと同様店舗の電話番号は公表しておらず、アルバイトの募集や問い合わせは共通の電話番号で行っていた。
かつてダイエーグループだった名残で、福岡Yahoo! JAPANドーム内にも日本事業終了まで店舗を構えていた。
再進出（ヒガ時代）
それまでの「米本社とのフランチャイズ契約」ではなく共同出資による「合弁会社」となった新生ウェンディーズは、これまでの日本展開を見直す形で店舗オペレーションなどを大幅に変更した。
2011夏から米本社が始めた「プロジェクト・ゴールド・ハンバーガー」による従来メニュー刷新計画を当初から取り入れ、主力商品群の「ビーフハンバーガー」は初進出当初を優る『Dave's Hot'N Juicy』となり、コンピュータ制御で加熱温度や時間を細かく調整できる「高速グリドル」導入により米国店舗と同じ分厚いミートパティをよりジューシーに焼き上げて提供している。
厨房はかつての「アセンブリーライン」に似ているが、作業効率を考えた設計であり、POSレジからの発注をモニターで確認して厨房スタッフが調理作業や商品出しを行う点は、近年のファストフードと共通である。「リクエストオーダー」が復活し、トッピング量の増減や追加をパティ以外は価格据え置きで頼めるようになった。また、サラダメニューが「Garden Sensations Salads」として復活し、昔と同じ店舗内加工で提供されている。